# Ursula Morley-Price
Ursula Morley-Price est une céramiste britannique née en 1936 et vivant en France, dans le département de la Charente. Son intérêt pour la céramique est né de la visite de la poterie de Bernard Leach à St Ives (Cornouailles).
Ursula Morley-Price a exposé dans de nombreuses galeries Françaises, anglaises et américaines et ses œuvres sont aujourd'hui présentes dans de nombreux musées comme le New York Metropolitan Museum, le New York Museum of Arts and Design, le Musée des arts décoratifs de Paris ou la Cité de la céramique - Sèvres et Limoges… Le musée d'Art moderne de la Ville de Troyes lui a consacré une rétrospective en 2013.

## Sa technique
Ses pièces sont entièrement construites à la main au colombin. L'argile qu'elle utilise est un grès de Puisaye. La cuisson de biscuit se fait à 1 080 °C. Jusqu'en 2010, elle cuisait dans un four à fioul à flamme renversée. Aujourd'hui elle utilise un four électrique. Une fois biscuitées les pièces sont cuites entre 1220° et 1 240 °C en fonction de la couleur de l'émail appliqué. Ursula élabore elle-même ses émaux mats : blanc cassé, jaunes, bruns et bronze qui vont particulièrement bien avec ses formes céramiques.